# Ørkenstorm i Aberdeen
"Ørkenstorm i Aberdeen" er den første single fra Malk de Koijns første album Smash Hit In Aberdeen fra 1998. Den er udgivet på pladeselskabet BMG.

## Spor

### Ørkenstorm i Aberdeen MaxiCD
1. "Et par ord fra vores sponsor"
2. "Ørkenstorm i Aberdeen" (Radio Version)
3. "Ørkenstorm (Verdens farligste Remix)"
4. "Ørkenstorm (Pelding Remix)"
5. "Ørkenstorm i Aberdeen (Club Version)"
6. "Ørkenstorm (Den originale ørkenvandring)"
7. "Ørkenstorm i Aberdeen (Instrumental Version)"

### Ørkenstorm i Aberdeen 12" vinyl

#### Side 1
1. "Et par ord fra vores sponsor"
2. "Ørkenstorm i Aberdeen (Radio Version)"
3. "Ørkenstorm (Verdens farligste Remix)"
4. "Ørkenstorm (Pelding Remix)"

#### Side 2
1. "Ørkenstorm i Aberdeen (Club Version)"
2. "Ørkenstorm (Den originale ørkenvandring)"
3. "Ørkenstorm i Aberdeen (Instrumental Version)"